# Andorite VI
L'andorite VI è un minerale originariamente conosciuto come andorite. In seguito, sono state trovate sei fasi diverse che si presumeva corrispondessero ad altrettanti minerali denominate coi nomi di lavoro andorite I, II, III, IV, V e VI. Successive indagini hanno appurato che l'andorite I, II e III e V in realtà corrispondevano all'andorite IV mentre l'andorite VI è risultata essere una specie a sé stante. Questo minerale è anche conosciuto con il nome di senandorite. Il numero VI indica che lungo l'asse c sono presenti sei unità.

## Origine e giacitura
Il minerale è associato ad altri solfuri di antimonio, piombo e stagno (antimonite, zinkenite, stannite, ecc.)

## Forma in cui si presenta in natura
In masse compatte, ma anche in cristalli tozzi, prismatici oppure tabulari, striati.
Robusto prismatico e striato secondo {001}; spesso tabulare secondo {100} o meno comunemente tabulare sottile secondo  {010}. Massiccio.

## Località di ritrovamento
Baia Sprie in Romania associata ad antimonite, blenda, baritina, fluorite, siderite e quarzo; in Bolivia in campioni che possono raggiungere diversi centimetri; Morey, Nye Co. nel Nevada; nella miniera di Nakase, Yabu-gun, nella prefettura di Yogo, in Giappone, tuttavia, i ritrovamenti in questi ultimi stati si parla della varietà del minerale a cui è stato dato il nome di nakaseite.

## Caratteristiche chimico-fisiche
- Solubile in acido nitrico, con separazione di ossido di antimonio[1]
- Peso molecolare: 872,71 gm[3]
- Indice di fermioni: 0,05[3]
- Indice di bosoni: 0,95[3]
- Fotoelettricità: 596,64 barn/elettrone[3]
- Geminazione secondo {110}[2]
- Anisotropismo: debole[2]